# San Rafael, Alajuela
San Rafael är en ort i Costa Rica.   Den ligger i provinsen Alajuela, i den centrala delen av landet, 40 km väster om huvudstaden San José. San Rafael ligger 1 074 meter över havet och antalet invånare är 3 624.
Terrängen runt San Rafael är kuperad. Runt San Rafael är det tätbefolkat, med 819 invånare per kvadratkilometer. Närmaste större samhälle är San Rafael, 0,56 km öster om San Rafael. Omgivningarna runt San Rafael är en mosaik av jordbruksmark och naturlig växtlighet.